# Omladinski Fudbalski Klub Petrovac
Omladinski Fudbalski Klub Petrovac, abbreviata in OFK Petrovac è una società calcistica montenegrina della città di Castellastua. Milita nella Prva crnogorska fudbalska liga, la massima divisione del campionato montenegrino di calcio.

## Storia
Fondata nel 1969, ha raggiunto nel 2008 la Prva Liga e nel 2009 ha conquistato la Coppa del Montenegro, sconfiggendo 1-0 ai tempi supplementari l'FK Lovćen.
Mediante questa conquista, ha avuto modo di partecipare alla UEFA Europa League 2009-2010, dove ha superato nel 2º turno preliminare i ciprioti dell'Anorthōsis ed è stata eliminata al turno successivo dagli austriaci dello Sturm Graz.

## Partecipazioni alle coppe europee
| Stagione | Torneo             | Turno          | Nazione            | Club          | Andata | Ritorno   | Totale |
| -------- | ------------------ | -------------- | ------------------ | ------------- | ------ | --------- | ------ |
| 2009-10  | UEFA Europa League | 2° preliminare | Cipro (bandiera)   | Anorthōsis    | 1-2    | 3-1 (dts) | 4-3    |
|          |                    | 3° preliminare | Austria (bandiera) | SK Sturm Graz | 1-2    | 0-5       | 1-7    |

## Palmarès

### Competizioni nazionali
- Coppa del Montenegro: 1

2008-2009

### Altri piazzamenti
- Campionato montenegrino:

Secondo posto: 2024-2025
- Coppa del Montenegro:

Finalista: 2014-2015
Semifinalista: 2010-2011, 2011-2012, 2013-2014, 2018-2019, 2019-2020, 2024-2025